# Šmrika
Šmrika est une localité de Croatie située dans la municipalité de Kraljevica, dans le comitat de Primorje-Gorski Kotar. En 2001, la localité comptait 894 habitants.

## Démographie
| 1948 | 1953 | 1961 | 1971 | 1981 | 1991 | 2001 |
| ---- | ---- | ---- | ---- | ---- | ---- | ---- |
| 582  | 565  | 555  | 575  | 647  | 758  | 894  |